# Holowczyn

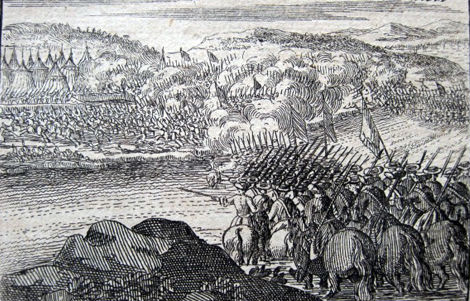
Bataille de Holowczyn en 1708

Holowczyn (ou Haloŭčyn ou Holovchin ou Golovchin) est un village du Raïon de Byalynichy dans la Région de Mogilev en Biélorussie.
La population totale s'élève à 511 habitants. Il est situé à 18 kilomètres au nord-est de Belynichi et 26 kilomètres de Mogilev.

## Histoire
En juillet 1708, la Bataille de Holowczyn oppose les forces russe à l'armée suédoise du roi Charles XII de Suède.
Avant la Seconde Guerre mondiale, la communauté juive du village compte 70 membres. En octobre 1941, 19 hommes sont assassinés lors d'une exécution de masse perpétrée par un Einsatzgruppen. Les autres sont enfermés dans un ghetto, probablement celui de la ville voisine de Belynichi.